# Episodi di Squadra Speciale Vienna (decima stagione)
La decima stagione della serie televisiva tedesca Squadra Speciale Vienna è stata trasmessa su ORF dal 25 novembre 2014. Dal 17 aprile 2015 la prima trasmissione va su ZDF. Dal 20 ottobre 2015 ritorna su ORF.
In italiano va in onda su Rai 3.
| Nº | Titolo originale                | Titolo italiano          | Prima TV Austria | Prima TV Italia |
| -- | ------------------------------- | ------------------------ | ---------------- | --------------- |
| 1  | Solo für Beck                   | Assolo per la Beck       | 25 novembre 2014 |                 |
| 2  | Perfekte Welt                   | L'erba del diavolo       | 2 dicembre 2014  |                 |
| 3  | Und raus bist du                | Un incidente mortale     | 9 dicembre 2014  |                 |
| 4  | Mörderspiel                     | Il gioco dell'assassino  | 16 dicembre 2014 |                 |
| 5  | Gute Gesellschaft               | Insabbiamento            | 23 dicembre 2014 |                 |
| 6  | Letzte Vorstellung              | Ultimo spettacolo        | 30 dicembre 2014 |                 |
| 7  | Unter Haien                     | Tra gli squali           | 20 gennaio 2015  |                 |
| 8  | Jausenstation Hödlmoser         | La foresta senza ritorno | 10 febbraio 2015 |                 |
| 9  | Trauriger Sonntag               | Il collezionista         | 17 aprile 2015   |                 |
| 10 | Ausgebremst                     | La gara                  | 24 aprile 2015   |                 |
| 11 | Asche zu Asche                  | Cenere alla cenere       | 1 maggio 2015    |                 |
| 12 | Lara K.                         | Lara K.                  | 8 maggio 2015    |                 |
| 13 | Alte Gräber                     | Il pozzo sacrificale     | 15 maggio 2015   |                 |
| 14 | Gottes innerer Schweinehund     | Mea culpa                | 2º ottobre 2015  |                 |
| 15 | 14 Jahre tot                    | Morta da 14 anni         | 27 ottobre 2015  |                 |
| 16 | Der Tag an dem Penny Lanz starb |                          | 3 novembre 2015  |                 |